# Werkverslaving
Werkverslaving of workaholisme (een porte-manteauwoord van werk en alcoholisme) is een onweerstaanbare of niet te stuiten innerlijke drang tot excessief hard werken en veel aan het werk denken als men niet werkt. Werkverslaafden werken vooral hard om aan de verwachtingen van anderen te voldoen en daarmee waardering van hen te ontvangen, een onzeker of negatief zelfbeeld te compenseren, uit schaamte voor zichzelf of omdat ze zich anders slecht voelen. De innerlijke drang als interne factor staat tegenover externe factoren, zoals betalen van hoge hypotheeklasten, ontvluchten van een slecht huwelijk of nastreven van een loopbaanambitie. Werkverslaving heeft negatieve gevolgen voor zowel de werkverslaafde als voor diens omgeving, waaronder gezondheidsklachten en relatieproblemen. Werkverslaving behoort tot gedragsverslavingen, zoals gokverslaving, eetverslaving, koopverslaving enzovoorts.

## Oorsprong
Het eerste gebruik van de term workaholic of werkverslaafde werd volgens velen toegeschreven aan de Amerikaanse Wayne Edward Oates (1917-1999), professor in de godsdienstpsychologie en pastorale zorg. Oates zou deze term bedacht hebben, omdat hij deze in 1968 gebruikte in zijn artikel in het vaktijdschrift Pastoral Psychology om zijn eigen verhouding tot zijn werk te duiden. In zijn succesvolle boek Confessions of a workaholic uit 1971 omschreef hij een werkverslaafde als iemand wiens behoefte om te werken zo overheersend is, dat dit merkbare verstoringen in zijn gezondheid, geluk en relaties teweegbrengt. Toch was Oates niet de eerste die dit fenomeen beschreef. Zo sprak de Franse schrijver Gustave Flaubert al in 1852 van zijn "bezeten, geperverteerde liefde" om te werken. In zijn pamflet Das Recht auf Faulheit (1883) bestempelde Paul Lafargue  "Arbeitssucht" als de oorzaak van de "Erschöpfung der Individuen und ihrer Nachkommenschaft". De Hongaarse psychiater Sándor Ferenczi, een volgeling van Sigmund Freud, beschreef in 1919 de zondagsneurose: het verschijnsel dat gezonde mensen op zondag, destijds voor werkenden de wekelijkse rustdag, geestelijke en lichamelijke onrust ervaren, uit angst dat het ontbreken van hun normale, drukke routines ertoe zou leiden dat zij hun impulsen niet meer kunnen onderdrukken.
In 1992 kwamen de eerste vragenlijsten beschikbaar, die werkverslaving anders in beeld brachten dan het aantal gewerkte uren: WART (Work Addiction Risk Test) en WORKBAT (Workaholism Battery). Sindsdien groeit het aantal wetenschappelijke publicaties en vragenlijsten over werkverslaving en leidt de groeiende aandacht voor burn-out voor meer aandacht voor werkverslaving, maar werkverslaving wordt op dit moment niet beschouwd als een grootschalig en ernstig probleem. DSM-5 erkent werkverslaving niet als een psychisch probleem.

## Kenmerken
Wetenschap vat werkverslaving vooral op als een verschijnsel met negatieve gevolgen voor zowel de persoon zelf als diens omgeving. Moderne definities van werkverslaving richten zich niet alleen op de extreem hoge tijdsbesteding aan werk, maar ook aan de onderliggende motivatie om hard te werken.
Werkverslaving is een concept van meerdere kenmerken, waarover nog geen wetenschappelijke overeenstemming bestaat. De Work Addiction Risk Test (WART) kent vijf kenmerken: dwangmatig gedrag, controle, communicatieproblemen/zelfabsorptie, onvermogen tot delegeren en resultaatgerichtheid. De Workaholisme Battery (WORKBAT) gaat uit van drie kenmerken: werkbetrokkenheid (hoeveelheid tijd), gedrevenheid (interne drang) en werkplezier. Schaufeli & Bakker stellen dat de conceptuele basis van deze instrumenten zwak is. Volgens Andreassen zijn de meeste instrumenten opgebouwd volgens een schijnbaar a-theoretische benadering, missen ze een stevige theoretische verankering en vertonen een geringe onderlinge betrouwbaarheid.
Scott et al.  komen tot twee kenmerken van werkverslaving:
1. Onophoudelijk werken (excessive work): werkverslaafden werken meer, als zij daartoe de kans krijgen, dan redelijkerwijs nodig is om aan de verwachtingen van de organisatie te voldoen. Ze stoppen pas als ze alles gedaan hebben wat ze zouden hebben kúnnen doen. Omdat altijd meer werk gedaan kan worden breekt het moment van stoppen maar zelden aan, waardoor ze in feite de beheersing over hun werkgedrag verliezen.[11] Dit is het gedragsmatige onderdeel van werkverslaving.
2. Dwangmatig werken: (compulsive work): werkverslaafden zijn geobsedeerd door hun werk, "ze kunnen niet anders". Werkverslaafden denken hardnekkig en vaak aan werk, zelfs als ze niet werken, staan altijd "aan", zien vrije tijd als verloren tijd en hebben weinig behoefte aan vrije dagen, kunnen alleen over het werk praten en "malen" 's nachts in bed over het werk. Werkverslaafden zetten zichzelf onder druk door hoge eisen aan zichzelf te stellen en werk op te zoeken.[12] Dit is het cognitieve onderdeel van werkverslaving.

McMillan & O’Driscoll en Ng, Sorensen & Feldman komen tot de conclusie dat excessief hard werken en onweerstaanbare of niet te stuiten innerlijke drang (drive, urge or drift) tot hard werken de kern van werkverslaving uitmaken. Deze kern vindt zijn oorsprong in een persoonlijkheidstrek van werkverslaafden: ze werken vooral hard om aan de verwachtingen van anderen te voldoen en daarmee waardering van hen te ontvangen, een onzeker of negatief zelfbeeld te compenseren, uit schaamte voor zichzelf of omdat ze zich anders slecht voelen. De innerlijke drang als interne factor staat tegenover externe factoren, zoals betalen van hoge hypotheeklasten, ontvluchten van een slecht huwelijk of nastreven van een loopbaanambitie.

## Oorzaken van werkverslaving
Wetenschappelijk bewijs voor het ontstaan van werkverslaving vanuit een persoonlijkheidstrek is relatief sterk. Werkverslaving hangt samen met:
- Neuroticisme (gevoel van angst en onzekerheid).[15] Hoog neuroticisme is de sterkste persoonlijkheidsvoorspeller voor laag subjectief welbevinden.[16]
- Hinderlijk (maladaptief) perfectionisme (hoge standaard voor jezelf: alles wat niet perfect is, is onacceptabel).[17][18][19] Neuroticisme en perfectionisme zijn onderling nauw aan elkaar verwant.[20]
- Grote moeite met delegeren van taken naar anderen.[21]
- Extraversie en type A persoonlijkheid (gedreven, hardwerkend en vastbesloten om succes te behalen).[22]
- Obsessiviteit, compulsiviteit, prestatiemotivatie en slecht kunnen delegeren.[23]
- Energie/hypomanie.[7][24]

Werkverslaafden zijn geneigd tot dwangmatig gedrag, zijn perfectionistisch ingesteld, willen graag presteren, kunnen slecht delegeren en beschikken over veel energie. Aannemelijk is dat het stellen van hoge eisen aan zichzelf, een kenmerk van perfectionisme dat wellicht voortkomt uit een fundamenteel gevoel van angst en onzekerheid (neuroticisme), het hard en dwangmatig werken bij werkverslaafden veroorzaakt.

## Symptomen (verschijnselen) die wijzen op werkverslaving
- Werkverslaafden geven zichzelf onvoldoende kans te herstellen van inspanningen, waardoor ze een verhoogde kans lopen op vermoeidheid, slaapklachten, stress, gezondheidsklachten, depressiviteit en burn-out.[26] [27][28] Om te werken geven ze allerlei niet-werk gerelateerde (ontspannende) activiteiten op.[10]
- Werkverslaafden zijn weinig emotioneel betrokken bij hun thuissituatie omdat het werk alle tijd en energie vraagt.[29] Familieleven komt in het gedrang door de preoccupatie met werk.[30][31] Werkverslaafden zijn meer vervreemd van hun partners [32][33] en hebben een verarmd sociaal leven.[10]
- Werkverslaafden hebben een fanatieke en streberige werkhouding, die belastend voor collega’s is.[23] Ze gedragen zich op het werk vaker contraproductief, met name ten aanzien van collega’s die zij als concurrenten zien. Ten aanzien van collega’s kunnen werkverslaafden controlerend zijn.[34][35]
- Werkverslaafden dompelen zich volledig onder in het werk[36] en kunnen het werk niet loslaten.[37] Ze doen vooral veel werk buiten hun eigenlijk taak.[32]
- Werkverslaafden zijn perfectionisten, werken altijd langer door en zijn minder bevlogen dan niet-werkverslaafden collega’s.[38]
- Werkverslaafden ervaren relatief weinig werkplezier of arbeidstevredenheid.[15] Ze zijn minder tevreden over hun eigen salaris dan anderen.[8]
- Werkverslaafden krijgen onthoudingsverschijnselen (bijv. irritatie en verveling) als ze niet werken.[8]
- Werkverslaafden hebben een sterk plichtsbesef en dito verantwoordelijkheidsgevoel voor de organisatie waarvoor ze werken.[39]